# 为政
为政，是中國古代官名，即执政之意。春秋時期列国都是正卿执政。而鄭國在罕氏当国之后，当国的正卿只是主持朝政大事，具体事务由为政处理。当国、为政與司馬、司空、司徒、少正並為六卿。前571年，子罕（公子喜）当国，子驷为政；前563年，子驷（公子騑）、子孔（公子嘉）当国；前554年，子展（公孙舍之）当国，子西（公孙夏）听政；前544年，子皮（罕虎）当国，之后先后是伯有（良霄）、子产（公孙侨）、子太叔（游吉）、子然（驷歂）为政。